# 1997年NBA總決賽
1997年NBA總決賽是1996-97 NBA賽季的冠軍爭奪戰。當年東部冠軍芝加哥公牛與西部冠軍猶他爵士進行七場四勝制的賽事。公牛队以4比2的比分赢得了整个系列赛，从而获得了连续的第2个，也是八年中的第5个总冠军。迈克尔·乔丹被选为该赛季NBA总决赛最有价值球员。這場比賽由NBC直播，評論員是鲍勃·科斯塔斯、伊塞亚·托马斯和道格·柯林斯。

## 參賽球員
| 芝加哥公牛     | 猶他爵士           |
| -------------- | ------------------ |
| 主教練： 菲尔· | 主教練： 傑里·斯隆 |
| 迈克尔·乔丹    | 卡爾·馬龍          |
| 斯科蒂·皮蓬    | 傑夫·霍納塞克      |
| 丹尼斯·罗德曼  | 約翰·斯托克頓      |
| 托尼·库科奇    | 拜仁·羅素          |
| 罗恩·哈珀      | 山顿·安德森        |
| 史蒂夫·科尔    | 阿當·基夫          |
| 杰森·卡弗      | 霍華德·艾斯利      |
| 斯科特·布雷尔  | 安东尼·卡尔        |
| 兰迪·布朗      | 格雷格·科士打      |
| 迪基·辛普金斯  | 格雷格·奥斯特塔格  |
| 拉斯蒂·拉鲁    | 基斯·莫里斯        |
| 比尔·温宁顿    | 雅克·沃恩          |
| 裘德·伯克勒    | 特洛伊·哈德森      |
| 乔·科莱尼      | 威廉·甘寧漢        |
| 基斯·布斯      |                    |

## 比賽結果
| 場次  | 日期    | 主場球隊 | 結果   | 客場球隊 |
| ----- | ------- | -------- | ------ | -------- |
| 第1場 | 6月1日  | 公牛     | 84–82  | 爵士     |
| 第2場 | 6月4日  | 公牛     | 97–85  | 爵士     |
| 第3場 | 6月6日  | 爵士     | 104–93 | 公牛     |
| 第4場 | 6月8日  | 爵士     | 78–73  | 公牛     |
| 第5場 | 6月11日 | 爵士     | 88–90  | 公牛     |
| 第6場 | 6月13日 | 公牛     | 90–86  | 爵士     |

公牛以4-2勝出
註：OT代表比賽需要進行加時

## 外部連結
- NBA历史
- NBA.com官方网站存档